# マルワン・モフセン
マルワン・モフセン・ファハミ・サルワト（Marwan Mohsen Fahmi Tharwat 、1989年2月26日 - ）は、エジプト・カイロ出身のプロサッカー選手。エジプト代表。アル・アハリ所属。ポジションは、フォワード。

## 経歴
2014年7月、チームメイトのホッサム・ハッサンと共にジル・ヴィセンテFCに移籍。
2015年7月、ジル・ヴィセンテとの契約を解除しアル・イスマイリーSCに加入。リーグ戦32試合で14ゴール10アシストの好成績を収めた。
2016年7月、アル・アハリに移籍。

## 代表歴

### 出場大会
- エジプト代表
  - 2018 FIFAワールドカップ

### 試合数
- 国際Aマッチ 35試合 7得点（2011年-2019年）[1]

| エジプト代表 | 国際Aマッチ | 国際Aマッチ |
| 年           | 出場        | 得点        |
| ------------ | ----------- | ----------- |
| 2011         | 2           | 3           |
| 2012         | 3           | 0           |
| 2013         | 2           | 0           |
| 2014         | 0           | 0           |
| 2015         | 0           | 0           |
| 2016         | 5           | 0           |
| 2017         | 5           | 1           |
| 2018         | 12          | 2           |
| 2019         | 6           | 1           |
| 通算         | 35          | 7           |

### 得点
| #  | 開催日         | 会場             | 対戦国       | スコア | 結果 | 試合概要                           |
| -- | -------------- | ---------------- | ------------ | ------ | ---- | ---------------------------------- |
| 1. | 2011年9月3日   | フリータウン     | シエラレオネ | 1–1    | 1-2  | アフリカネイションズカップ2012予選 |
| 2. | 2011年10月8日  | カイロ           | ニジェール   | 1–0    | 3–0  | アフリカネイションズカップ2012予選 |
| 3. | 2011年10月8日  | カイロ           | ニジェール   | 3–0    | 3–0  | アフリカネイションズカップ2012予選 |
| 4. | 2017年1月8日   | カイロ           | チュニジア   | 1–0    | 1-0  | 親善試合                           |
| 5. | 2018年9月8日   | アレキサンドリア | ニジェール   | 1–0    | 6–0  | アフリカネイションズカップ2019予選 |
| 6. | 2018年10月16日 | マンジニ         | エスワティニ | 2–0    | 2–0  | アフリカネイションズカップ2019予選 |

## 名前
本名をマルワン・ムフサン・ファーミー・タルワト・ガマレルディン・マフムード・ファーミー(Marwan Mohsen Fahmy Tharwat Gamaleldin Mahmoud Fahmy)と言い、これは2018 FIFAワールドカップに出場した選手の中では名前は最長である。